# Oscaruddelingen 1998
Oscaruddelingen 1998 var den 70. oscaruddeling, hvor de bedste film fra 1997 blev hædret af Academy of Motion Picture Arts and Sciences. Uddelingen blev afholdt 23. marts 1998 i Shrine Auditorium i Los Angeles, Californien, USA. Værten var Billy Crystal.

## Vindere og nominerede
Vindere står øverst, er skrevet i fed.
| Bedste film - Titanic – James Cameron og Jon Landau, producere - Det bli'r ikke bedre – James L. Brooks, Bridgit Johnson og Kristi Zea, producere - Det' bare mænd – Uberto Pasolini, producer - Good Will Hunting – Lawrence Bender, producer - L.A. Confidential – Arnon Milchan, Curtis Hanson og Michael Nathanson, producere     | Bedste instruktør - James Cameron – Titanic - Peter Cattaneo – Det' bare mænd - Gus Van Sant – Good Will Hunting - Curtis Hanson – L.A. Confidential - Atom Egoyan – The Sweet Hereafter |
| Bedste mandlige hovedrolle - Jack Nicholson – Det bli'r ikke bedre som Melvin Udall - Matt Damon – Good Will Hunting som Will Hunting - Robert Duvall – The Apostle som Euliss "Sonny" Dewey, a.k.a. "The Apostle E.F." - Peter Fonda – Ulee's Gold som Ulysses "Ulee" Jackson - Dustin Hoffman – Wag the Dog as Stanley Motss        | Bedste kvindelige hovedrolle - Helen Hunt – Det bli'r ikke bedre som Carol Connelly - Helena Bonham Carter – The Wings of the Dove som Kate Croy - Julie Christie – Afterglow som Phyllis Mann - Judi Dench – Hendes Majestæt Mrs. Brown som Victoria af Storbritannien - Kate Winslet – Titanic som Rose DeWitt Bukater |
| Bedste mandlige birolle - Robin Williams – Good Will Hunting som Dr. Sean Maguire - Robert Forster – Jackie Brown as Max Cherry - Anthony Hopkins – Amistad som John Quincy Adams - Greg Kinnear – Det bli'r ikke bedre som Simon Bishop - Burt Reynolds – Boogie Nights som Jack Horner                                              | Bedste kvindelige birolle - Kim Basinger – L.A. Confidential som Lynn Bracken - Joan Cusack – In & Out som Emily Montgomery - Minnie Driver – Good Will Hunting som Skylar Satenstein - Julianne Moore – Boogie Nights som Amber Waves/Maggie - Gloria Stuart – Titanic as Rose Dawson Calvert |
| Bedste originale manuskript - Good Will Hunting – Matt Damon og Ben Affleck - Det bli'r ikke bedre – Mark Andrus og James L. Brooks - Boogie Nights – Paul Thomas Anderson - Harry - stykke for stykke – Woody Allen - Det' bare mænd – Simon Beaufoy                                                                                 | Bedste manuskript baseret på materiale, der tidligere er produceret eller udgivet - L.A. Confidential – Brian Helgeland og Curtis Hanson fra romanen af James Ellroy - Donnie Brasco – Paul Attanasio baseret på bogen Donnie Brasco af Joseph D. Pistone med Richard Woodley - The Sweet Hereafter – Atom Egoyan baseret på romanen Tiden efter af Russell Banks - Wag the Dog – David Mamet og Hilary Henkin baseret på romanen American Hero af Larry Beinhart - The Wings of the Dove – Hossein Amini baseret på romanen af Henry James |
| Bedste fremmedsprogede film - Karakter (Holland) – Mike van Diem - Bag stilheden (Tyskland) – Caroline Link - 4 dage i september (Brasilien) – Bruno Barreto - Secretos del corazón (Spanien) – Montxo Armendáriz - Den russiske tyv (Rusland) – Pavel Chukhray                                                                       | Bedste dokumentar - The Long Way Home – Rabbi Marvin Hier og Richard Trank - 4 Little Girls – Spike Lee og Sam Pollard - Ayn Rand: A Sense of Life – Michael Paxton - Colors Straight Up – Michèle Ohayon og Julia Schachter - Waco: The Rules of Engagement – Dan Gifford and William Gazecki |
| Bedste korte dokumentar - A Story of Healing – Donna Dewey og Carol Pasternak - Alaska: Spirit of the Wild – George Casey og Paul Novros - Amazon – Kieth Merrill og Jonathan Stern - Family Video Diaries: Daughter of the Bride – Terri Randall - Still Kicking: The Fabulous Palm Springs Follies – Mel Damski og Andrea Blaugrund | Bedste kortfilm - Visas and Virtue – Chris Tashima og Chris Donahue - Dance Lexie Dance – Tim Loane - It's Good to Talk – Roger Goldby and Barney Reisz - Skal vi være kærester? – Birger Larsen og Thomas Lydholm - Wolfgang – Anders Thomas Jensen and Kim Magnusson |
| Bedste korte animationsfilm - Geris Spil – Jan Pinkava - Famous Fred – Joanna Quinn - La vieille dame et les pigeons – Sylvain Chomet - Redux Riding Hood – Steve Moore og Dan O'Shannon - Rusalka – Alexander Petrov | Bedste musik: Drama - Titanic – James Horner - Amistad – John Williams - Good Will Hunting – Danny Elfman - Kundun – Philip Glass - L.A. Confidential – Jerry Goldsmith |
| Bedste musik: Musical eller komedie - Det' bare mænd – Anne Dudley - Anastasia – Musik af Stephen Flaherty; Tekster af Lynn Ahrens; orkestermusik af David Newman - Det bli'r ikke bedsre – Hans Zimmer - Men in Black – Danny Elfman - Min bedste vens bryllup – James Newton Howard                                                 | Bedste sang - "My Heart Will Go On" fra Titanic – Musik af James Horner; Tekst af Will Jennings - "Go the Distance" fra Herkules – Musik af Alan Menken; Tekst af David Zippel - "Journey to the Past" fra Anastasia – Musik af Stephen Flaherty; Teksta af Lynn Ahrens - "How Do I Live" fra Con Air – Musik og tekst Diane Warren - "Miss Misery" fra Good Will Hunting – Musik og tekst af Elliott Smith |
| Bedste redigering af lydeffekter - Titanic – Tom Bellfort og Christopher Boyes - Face/Off – Mark Stoeckinger and Per Hallberg - Det femte element – Mark Mangini | Bedste lyd - Titanic – Gary Rydstrom, Tom Johnson, Gary Summers and Mark Ulano - Air Force One – Paul Massey, Rick Kline, Doug Hemphill og Keith A. Wester - Con Air – Kevin O'Connell, Greg P. Russell og Art Rochester - Contact – Randy Thom, Tom Johnson, Dennis S. Sands og William B. Kaplan - L.A. Confidential – Andy Nelson, Anna Behlmer og Kirk Francis |
| Bedste scenografi - Titanic – Peter Lamont og Michael D. Ford - Gattaca – Jan Roelfs og Nancy Nye - Kundun – Dante Ferretti og Francesca Lo Schiavo - L.A. Confidential – Jeannine Oppewall og Jay Hart - Men in Black – Bo Welch og Cheryl Carasik                                                                                   | Bedste fotografering - Titanic – Russell Carpenter - Amistad – Janusz Kamiński - Kundun – Roger Deakins - L.A. Confidential – Dante Spinotti - The Wings of the Dove – Eduardo Serra |
| Bedste makeup - Men in Black – Rick Baker og David LeRoy Anderson - Hendes Majestæt Mrs. Brown – Lisa Westcott, Veronica Brebner og Beverley Binda - Titanic – Tina Earnshaw, Greg Cannom and Simon Thompson | Bedste kostumer - Titanic – Deborah Lynn Scott - Amistad – Ruth E. Carter - Kundun – Dante Ferretti - Oscar og Lucinda – Janet Patterson - The Wings of the Dove – Sandy Powell |
| Bedste klipning - Titanic – Conrad Buff, James Cameron og Richard A. Harris - Air Force One – Richard Francis-Bruce - Det bli'r ikke bedre – Richard Marks - Good Will Hunting – Pietro Scalia - L.A. Confidential – Peter Honess | Bedste visuelle effekter - Titanic – Robert Legato, Mark Lasoff, Thomas L. Fisher and Michael Kanfer - The Lost World: Jurassic Park – Dennis Muren, Stan Winston, Randal M. Dutra and Michael Lantieri - Starship Troopers – Phil Tippett, Scott E. Anderson, Alec Gillis and John Richardson |

### Æres-Oscar
- Stanley Donen